# 永静军
永静军，中国古代的军。
北宋景德元年（1004年）改定远军置，治所在东光县（今属河北省）。属河北东路。辖境相当今山东省德州及河北省东光、吴桥、阜城等县地。嘉祐八年（1063年）省。熙宁十年（1077年）复置。金朝初年升为景州。